# Så mycket Olle Ljungström
Så mycket Olle Ljungström är ett trippelt samlingsalbum av Olle Ljungström som släpptes december 2012.  CD 1 och 2 innehåller ett urval låtar från Ljungströms soloalbum, medan CD 3 innehåller hans bidrag från programmet Så mycket bättre 2012, samt en nyinspelning på hans äldre låt "Min trädgård."

## Låtlista

### CD 1
Alla låtar gjorda av Olle Ljungström & Heinz Liljedahl, förutom spår 3 av Olle Ljungström, spår 14 av Gösta Rybrant, H.Schmidt & T.Jones, samt spår 18 av Ljungström & Torsten Larsson.
1. En apa som liknar dig
2. Överallt
3. Jag och min far
4. Vatten, sol och ängar
5. Jag spelar vanlig
6. Sthlm, Sthlm
7. Som man bäddar
8. Hur långt kan det gå?
9. La la la
10. Du och jag
11. Jesus kan
12. Tysk indian
13. Kaffe & en cigarett
14. Minns i november
15. Feber
16. En galen hund
17. Att vi älskar
18. Svenskt stål

### CD 2
Alla låtar gjorda av Olle Ljungström & Heinz Liljedahl, förutom spår 2 och 15 av Olle Ljungström, spår 4 av Eric Gadd, spår 10 och 17 av Ljungström & Torsten Larsson, spår 11 av Ljungström & Johan Zachrisson, samt spår 18 av Carl Michael Bellman.
1. Norrländska präriens gudinna
2. Nåt för dom som väntar
3. Du sköna värld
4. Bara himlen ser på
5. Solens strålar
6. Det betyder ingenting
7. Som du
8. Somnar om
9. Sveriges sista cowboy
10. En förgiftad man
11. Happy End
12. Morotsman
13. Skjut dom som älskar
14. Nitroglycerin
15. Du ska bli min
16. Sötnos
17. Hjältar
18. Vila vid denna källa

### CD 3
Spår 1: Pugh Rogefeldt, spår 2: Lars Winnerbäck, spår 3: Magnus Uggla & Per Langer, spår 4: Felix Rodriguez, Fredrik Blond, Jesper Anderberg, Johan Bengtsson & Maja Ivarsson, spår 5: Leonardus Caerts, Leif Nilson & Leonard Rozenstraten, spår 6: Jörgen Elofsson, spår 7: Olle Ljungström & Heinz Liljedahl.
1. Dinga linga Lena
2. Om du lämnade mig nu
3. Johnny the Rucker
4. Rock n Roll
5. Eviva España
6. Who's That Girl
7. I min trädgård (akustisk)

## Listplaceringar
| Lista (2012-2013) | Topplacering |
| ----------------- | ------------ |
| Sverige           | 2            |

### Fotnoter
1. ↑  ”Så mycket Olle Ljungström”. Svensk mediedatabas. 28 februari 2012. http://smdb.kb.se/catalog/id/002907599. Läst 2 november 2013.
2. ↑  ”Så mycket Olle Ljungström”. Ginza. 28 februari 2012. Arkiverad från originalet den 16 januari 2013. https://web.archive.org/web/20130116180552/http://www.ginza.se/product/ljungstrom-olle/sa-mycket-olle-1993-2012/186318/. Läst 26 januari 2013.
3. ↑  ”Swedishcharts”. Hitparad. http://swedishcharts.com/showitem.asp?interpret=Olle+Ljungstr%F6m&titel=S%E5+mycket+olle+ljungstr%F6m&cat=a. Läst 26 januari 2013.